# Деруэнт (река, Тасмания)
Де́руэнт (англ. Derwent River) — река на острове Тасмания (Австралия). Берёт начало из озера Сент-Клэр, находящегося в центральной части острова, и течёт в юго-восточном направлении в сторону Хобарта — столицы штата Тасмания. Длина реки составляет 215 км.
Ниже города Нью-Норфолк река Деруэнт становится гораздо шире, постепенно превращаясь в эстуарий, проходящий через Хобарт и впадающий в залив Сторм, недалеко от северной оконечности острова Бруни. Нижняя часть эстуария представляет собой широкую бухту, в которой находится порт города Хобарт.
История исследования и освоения реки Деруэнт тесно связана с историей всей Тасмании. Именно у реки Деруэнт в начале XIX века было основано первое европейское поселение на острове (который в то время назывался Землёй Ван-Димена), а вскоре после этого на её берегу был основан город Хобарт, который стал столицей Тасмании.
Река Деруэнт обеспечивает значительную часть снабжения питьевой водой населённых пунктов, находящихся в её бассейне, а также является существенным источником электрической энергии, вырабатываемой несколькими гидроэлектростанциями, которые были построены на реке и её притоках в 1930-х — 1960-х годах.

## История

### XVIII век и ранее
Много лет назад берега реки были покрыты лесами и населены аборигенами — в частности, представителями племени муэниа (Mouheneener), которые заселили эти места по крайней мере за 8 тысяч лет до того, как было создано первое британское поселение.

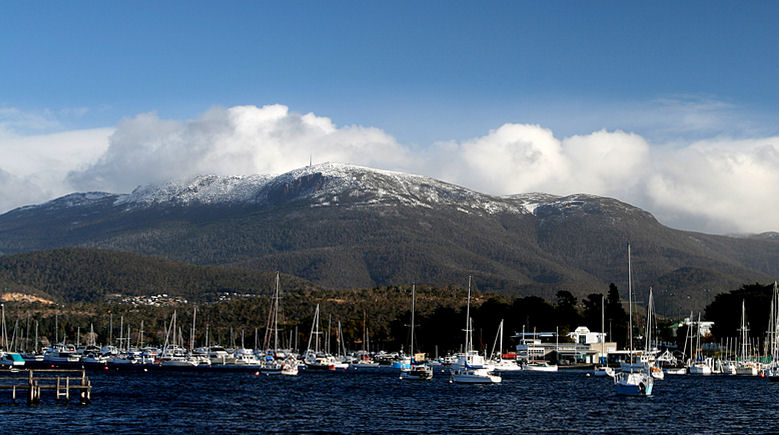
Вид на гору Веллингтон с реки Деруэнт

В январе—феврале 1793 года в районе залива Сторм побывала экспедиция французского мореплавателя Жозефа Антуана де Брюни д’Антркасто. Исследуя северную оконечность залива, офицер экспедиции д’Антркасто Шарль-Франсуа Ботан-Бопре и его спутники обнаружили, что туда впадает крупная река, которая была названа ими Rivière du Nord («северная река»).
В 1793 году, через несколько месяцев после экспедиции д’Антркасто, этот район исследовал английский мореплаватель Джон Хейз, и он назвал эту реку Деруэнт (Derwent), в честь реки Деруэнт в Камбрии (графстве на северо-западе Англии), которая протекала рядом с местом, где он родился. Джон Хейз использовал название Деруэнт только для верхней (по течению) части реки. Впоследствии другой английский путешественник Мэтью Флиндерс перенёс его на всю реку.
Существуют разные версии о происхождении английского названия Derwent. Согласно одной из них полагают, что это слово на кельтском языке означает «чистая вода» (или «прозрачная вода» — англ. clear water). Согласно другой версии, это название произошло от бриттского derventio («долина, заросшая дубами») и валлийского аналога derw- — «дубовый».

### XIX век

Карта реки Деруэнт в районе Хобарта, с указанием Рисдон-Ков и Салливан-Ков

В марте 1803 года губернатор Нового Южного Уэльса Филип Гидли Кинг поручил лейтенанту Джону Боуэну создать поселение на Земле Ван-Димена (так тогда называлась Тасмания), на восточном берегу реки Деруэнт, в районе Рисдон-Ков (Risdon Cove). Поселение было создано в сентябре 1803 года, когда 49 человек (включая 24 заключённых) во главе с Боуэном прибыли на реку Деруэнт на двух кораблях — HMS Lady Nelson и Albion.
16 февраля 1804 года к поселению Рисдон-Ков прибыл Дэвид Коллинз, назначенный первым лейтенант-губернатором на юге Земли Ван-Димена. Он остался недоволен выбранным местом, и через некоторое время переехал со своими спутниками на западный берег реки — на место, которое получило название Салливан-Ков и вокруг которого впоследствии был построен город Хобарт, нынешняя столица Тасмании. 20 февраля 1804 года — дата высадки Дэвида Коллинза и его отряда у Салливан-Ков — считается днём основания Хобарта.
Ещё одно поселение, выше по течению реки Деруэнт, начало организовываться с ноября 1807 года переселенцами с острова Норфолк, где в то время находилась штрафная колония для преступников, которых доставляли туда из Англии и Австралии. Место для нового города было определено в 1811 году губернатором Нового Южного Уэльса Лакланом Маккуори, который назвал его Элизабет-Таун, по имени своей жены. Тем не менее жители хотели назвать город «новым» Норфолком (по имени острова, с которого им пришлось уехать), и с 1825 года город получил своё нынешнее название Нью-Норфолк.
Тот факт, что река Деруэнт вытекает из озера Сент-Клэр, был открыт в феврале 1835 года экспедицией Джорджа Франкленда, который в то время был главным топографом Земли Ван-Димена. Согласно собственным записям Франкленда, когда они 11 февраля достигли озера Сент-Клэр, он послал на разведку вдоль берега одного из членов экспедиции, Александра Маккея (Alexander MacKay), который вскоре возвратился, рассказав о том, что он достиг реки, вытекающей из озера. Предположение Франкленда и его спутников о том, что это был исток реки Деруэнт, было подтверждено.
В феврале 1836 года Чарльз Дарвин был одним из пассажиров судна HMS Beagle, которое зашло в порт Хобарта, находящийся в эстуарии реки Деруэнт. Он описал это в своей книге «Путешествие натуралиста вокруг света на корабле „Бигль“».
| Отрывок из книги Чарльза Дарвина 5 февраля, после шестинедельного перехода, в течение которого сначала было ясно, а затем — холодно и ветрено, мы вошли в бухту Сторм [Бурную]; погода подтвердила справедливость этого грозного названия. Бухту вернее назвать эстуарием, потому что в глубине в неё впадает река Деруэнт. У входа в бухту видны обширные базальтовые платформы, но повыше местность становится гористой и покрывается светлым лесом. Внизу холмы, обрамляющие бухту, расчищены, и ярко-жёлтые хлебные поля и тёмно-зеленые картофельные кажутся весьма изобильными. Поздно вечером мы бросили якорь в уютной маленькой бухте, на берегах которой расположена столица Тасмании, как теперь называют Вандименову Землю. Первое впечатление от неё гораздо хуже, чем от Сиднея; последний вполне можно назвать большим городом, этот же — всего только городок. Он стоит у подножия горы Веллингтон, достигающей 3100 футов высоты, но не отличающейся живописностью; впрочем, из этого источника город в изобилии получает воду. Вокруг бухты размещаются неплохие товарные склады, а с одной стороны стоит маленький форт. Оригинальный текст (англ.)On the 5th of February, after a six days' passage, of which the first part was fine, and the latter very cold and squally, we entered the mouth of Storm Bay: the weather justified this awful name. The bay should rather be called an estuary, for it receives at its head the waters of the Derwent. Near the mouth there are some extensive basaltic platforms; but higher up, the land becomes mountainous and is covered by a light wood. The lower parts of the hills which skirt the bay are cleared; and the bright yellow fields of corn, and dark green ones of potatoes appeared very luxuriant. Late in the evening we anchored in the snug cove, on the shores of which stands the capital of Tasmania, as Van Diemen's Land is now called. The first aspect of the place was very inferior to that of Sydney; the latter might be called a city, this only a town. In the morning I walked on shore. The streets are fine and broad; but the houses rather scattered: the shops appeared good. The town stands at the base of Mount Wellington, a mountain, 3100 feet high, but of very little picturesque beauty: from this source, however, it receives a good supply of water. Round the cove there are some fine warehouses, and on one side a small fort. |

Конец 1830-х и начало 1840-х годов были периодом наибольшей активности китобойного промысла прибрежного базирования — как в эстуарии реки Деруэнт, так и в других местах побережья Земли Ван-Димена. Торговля китовым маслом и китовым усом приносила существенный доход. Начиная с середины 1840-х годов численность китов начала уменьшаться, а цены на продукты китобойного промысла упали в связи с депрессией. В результате этого значительная часть китобойных станций была закрыта, а затем заброшена.

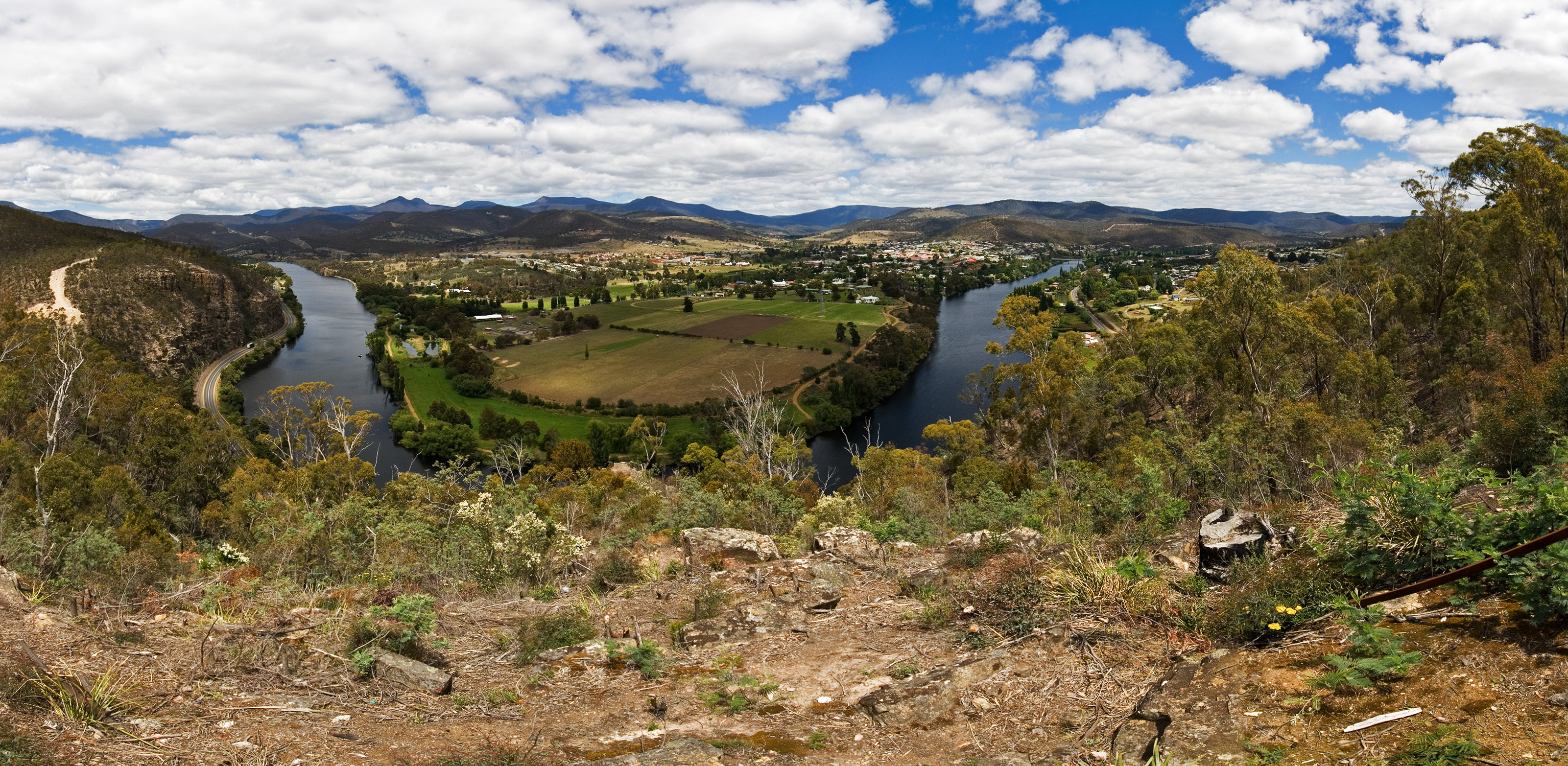
Река Деруэнт в Нью-Норфолке

Со второй половины 1840-х годов в долине реки Деруэнт (в основном, в районах, прилегающих к Нью-Норфолку) начали выращивать хмель, завезённый с острова Марайа. Были построены дома для сушки хмеля, а также посажены ветрозащитные полосы из чёрных тополей, которые до сих пор являются характерной составляющей местных пейзажей. В долине Деруэнта также выращивали картофель, малину, чёрную смородину, клубнику, яблоки, груши и абрикосы. Правда, периодически случались наводнения, которые наносили ущерб посевам.
Развитию сельского хозяйства, а затем и промышленности в долине реки способствовала прокладка железных дорог. В 1876 году была открыта железнодорожная линия, соединяющая Хобарт с Лонсестоном. От Хобарта она следовала на север вдоль реки Деруэнт, но отделялась от неё в районе посёлка Бриджуотер, не доходя до Нью-Норфолка. В 1887 году была открыта железнодорожная ветка Derwent Valley Line, соединяющая Бриджуотер и Нью-Норфолк, а в 1888 году она была продолжена до Гленоры (Glenora).

### XX век и настоящее время

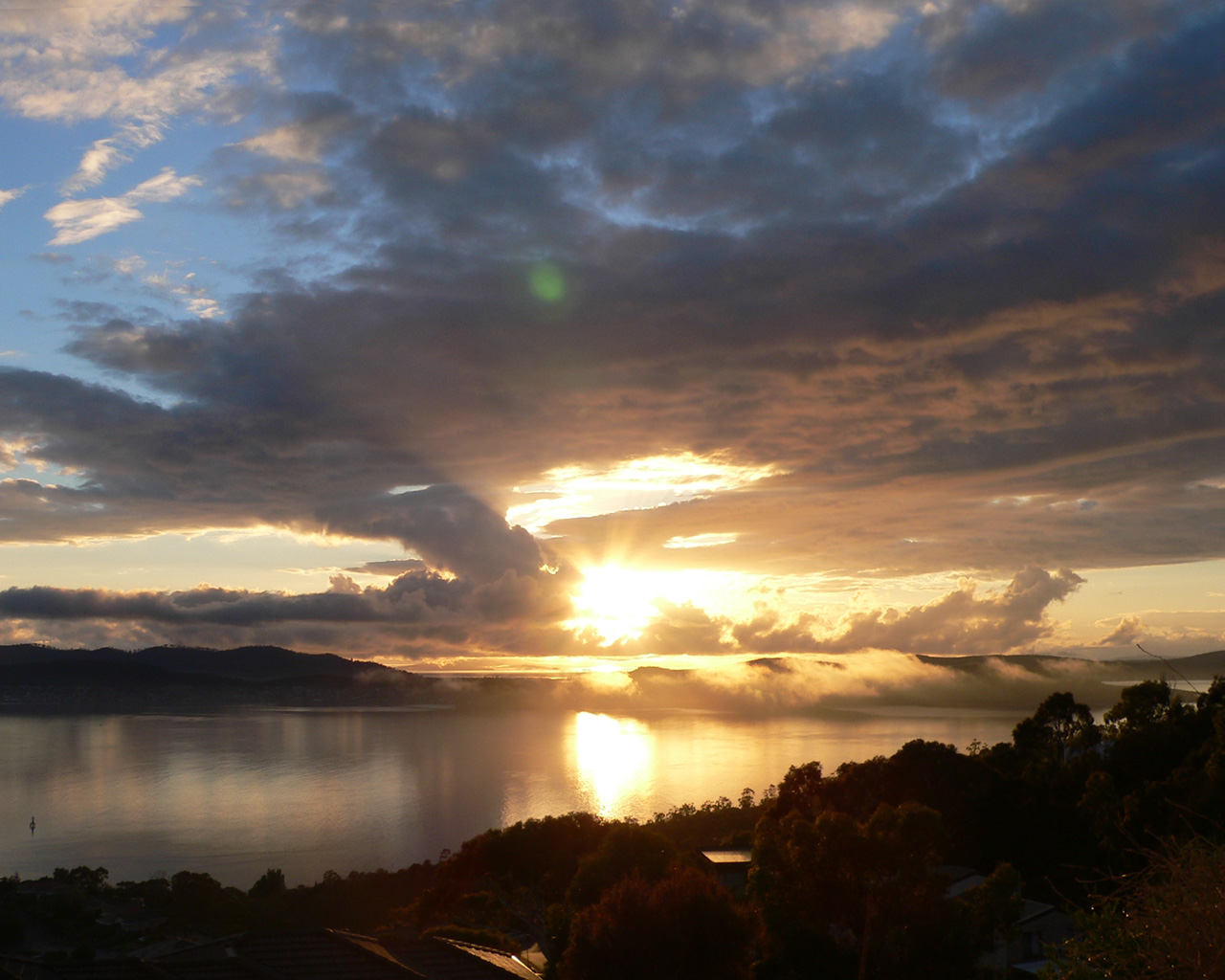
Восход солнца над рекой Деруэнт

В 1922 году верховья реки Деруэнт, примыкающие к озеру Сент-Клэр, были включены в охранную зону (заказник), который в 1947 году был объединён с другим заказником, включающим в себя территорию у горы Крейдл. В 1971 году был образован национальный парк Крейдл-Маунтин — Лейк-Сент-Клэр, который в настоящее время является частью территории, называемой «Дикая природа Тасмании») и включённой в список объектов Всемирного наследия ЮНЕСКО.
В 1930-х годах на реке Деруэнт и её притоках началось строительство гидроэлектростанций, бо́льшая часть которых была введена в действие в 1934—1968 годах. В результате по курсу течения реки был образован ряд искусственных водоёмов (водохранилищ): Кинг-Уильям (в 1951 году), Уаятина-Лагун (в 1957 году), Катагуня (в 1962 году), Медоубэнк (в 1967 году) и другие.
В 1938 году у Хобарта началось строительство уникального понтонного моста через эстуарий реки Деруэнт. В декабре 1943 года этот Хобартский мост был введён в эксплуатацию, и его открытие для автомобильного движения способствовало значительному росту населения на восточном берегу реки Деруэнт. Хобартский мост прослужил до августа 1964 года, когда рядом с ним был построен Тасманов мост, который эксплуатируется до настоящего времени.

## География

### Течение реки и её притоки

Карта бассейна реки Деруэнт с указанием некоторых притоков

Река Деруэнт берёт начало из юго-восточной оконечности озера Сент-Клэр, которая примыкает к заливу Синтия (Cynthia Bay) и называется бухтой Деруэнт (Derwent Basin). В озеро Сент-Клэр впадают реки Нарциссус (Narcissus River) и Кювье (Cuvier River). Река Деруэнт вытекает через запруду Сент-Клэр (St Clair Weir) и попадает в мелкий, поросший травой водоём Сент-Клэр-Лагун — небольшое водохранилище, ограниченное одноимённой плотиной (St Clair Dam), которое используется для регулирования стока воды, вытекающего из озера. Высота водной поверхности озера Сент-Клэр — 737 м над уровнем моря.
Немного ниже по течению, у пересечения с автодорогой  Лайелл-Хайвей (Lyell Highway), находится мост и одноимённый посёлок Деруэнт-Бридж (Derwent Bridge). В этом месте река представляет собой небольшой ручей. Немного ниже по течению от моста Деруэнт-Бридж река впадает в искусственное озеро Кинг-Уильям, находящееся на высоте 720 м над уровнем моря. В южной части озера Кинг-Уильям расположена плотина Кларк (Clark Dam), построенная в 1951 году, у подножия которой находится гидроэлектростанция Батлерс-Гордж.
Далее ниже по течению река течёт по горному ущелью в восточном, а затем юго-восточном направлении. Следующий значимый приток, Каунсил, впадает в реку Деруэнт на отметке около 400 м. На отметке около 231 м находится Уаятина-Лагун, куда впадает река Найв. Уаятина-Лагун является искусственным водоёмом (водохранилищем), созданным в результате строительства небольшой плотины на реке Деруэнт.
Ещё ниже по течению, на отметке около 73 м над уровнем моря, находится искусственное озеро Медоубэнк, созданное в 1967 году в результате постройки одноимённой гидроэлектростанции. В Медоубэнк впадают два левых притока реки Деруэнт — Уз и Клайд. Ещё один крупный левый приток — река Джордан — впадает в эстуарий реки Деруэнт.
В таблице перечислены основные правые и левые притоки реки Деруэнт, искусственные и естественные водоёмы, через которые она протекает, а также соответствующие им отметки (показывающие высоту над уровнем моря).
| Правые притоки                | Правые притоки |
| Название                      | Отметка        |
| ----------------------------- | -------------- |
| Наварр (Navarre River)        | 720 м          |
| Каунсил (Counsel River)       | 403 м          |
| Флорентайн (Florentine River) | 169 м          |
| Репалс (Repulse River)        | 125 м          |
| Брод-Ривер (Broad River)      | 98 м           |
| Джонс (Jones River)           | 73 м           |
| Тайенна (Tyenna River)        | 40 м           |
| Стикс (Styx River)            | 23 м           |
| Пленти (Plenty River)         | 17 м           |
| Лаклан (Lachlan River)        | 2 м            |

| Левые притоки                           | Левые притоки |
| Название                                | Отметка       |
| --------------------------------------- | ------------- |
| Трэвеллерс-Рест (Travellers Rest River) | 730 м         |
| Найв (Nive River)                       | 231 м         |
| Ди (Dee River)                          | 89 м          |
| Уз (Ouse River)                         | 73 м          |
| Клайд (Clyde River)                     | 73 м          |
| Бэк-Ривер (Back River)                  | 9 м           |
| Джордан (Jordan River)                  | 0 м           |

| Водоёмы                            | Водоёмы |
| Название                           | Отметка |
| ---------------------------------- | ------- |
| Сент-Клэр (Lake St. Clair)         | 737 м   |
| Сент-Клэр-Лагун (St. Clair Lagoon) | 737 м   |
| Кинг-Уильям (Lake King William)    | 720 м   |
| Уаятина-Лагун (Wayatinah Lagoon)   | 231 м   |
| Катагуня (Lake Catagunya)          | 169 м   |
| Репалс (Lake Repulse)              | 125 м   |
| Клани-Лагун (Cluny Lagoon)         | 98 м    |
| Медоубэнк (Meadowbank Lake)        | 73 м    |

### Эстуарий

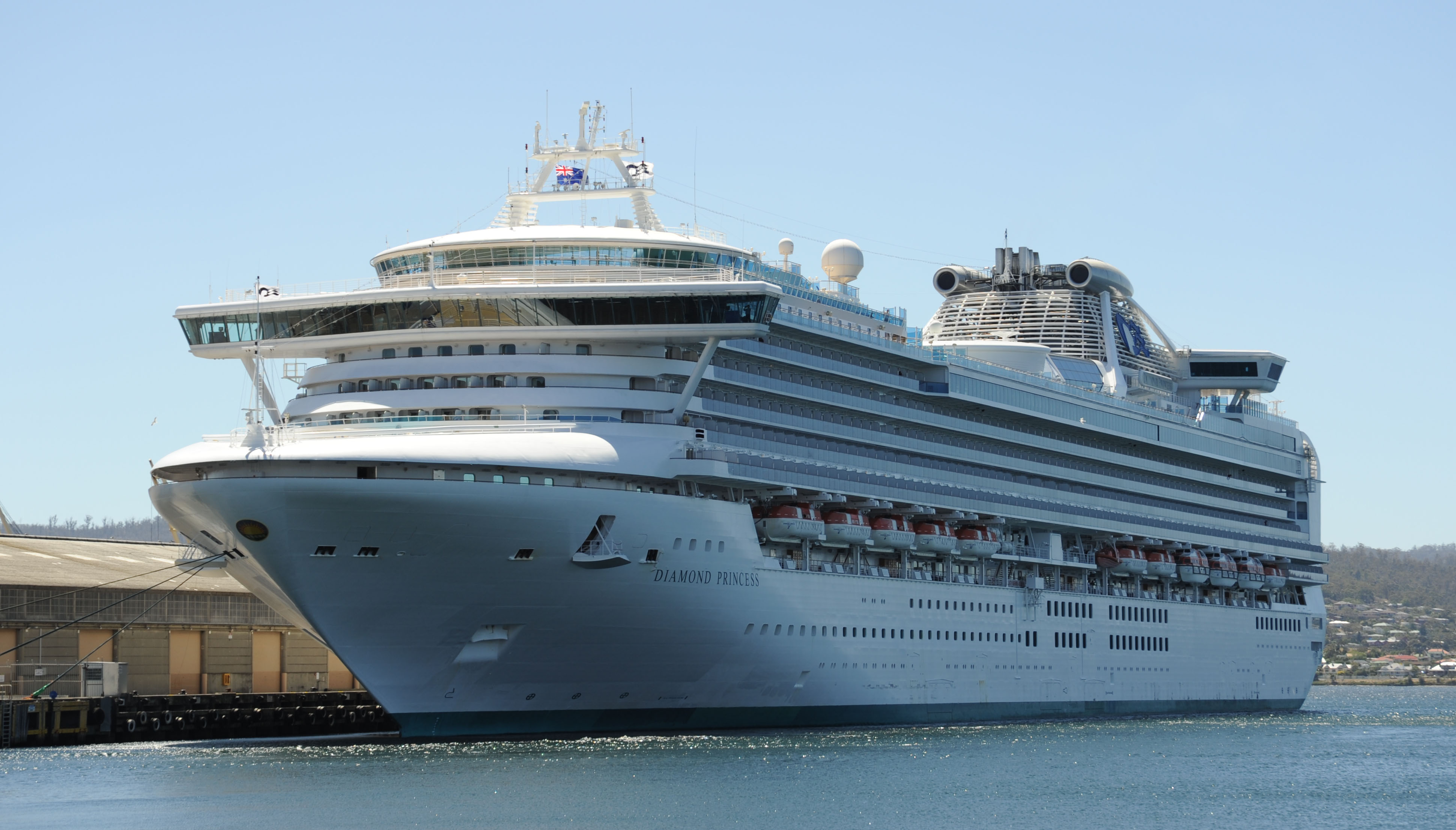
Diamond Princess в порту Хобарта

В районе города Нью-Норфолк река Деруэнт уже довольно полноводна, а вскоре за Нью-Норфолком она превращается в эстуарий, через который она соединяется с морем.
Эстуарий реки Деруэнт можно условно разделить на три части — верхний эстуарий (от Нью-Норфолка до моста Бриджуотер), средний эстуарий (от моста Бриджуотер до Тасманова моста у Хобарта) и нижний эстуарий (от Тасманова моста до впадения в залив Сторм). Вода в эстуарии солёная (морская), но она становится пресной немного ниже по течению от Нью-Норфолка.
Нижний эстуарий реки Деруэнт фактически представляет собой широкую бухту (шириной от 3 до 5 км). В ней находится порт города Хобарт, который часто называют самой глубокой защищённой гаванью в Южном полушарии. В порт Хобарта заходили такие крупные корабли, как авианосец USS Enterprise, линкор USS Missouri, а также круизный океанский лайнер Diamond Princess водоизмещением 113 тысяч тонн и высотой в 61 м.
Эстуарий реки Деруэнт переходит в залив Сторм (Storm Bay), соединяющийся с Тасмановым морем. У места впадения Деруэнта в залив Сторм находится известный маяк Айрон-Пот (Iron Pot), построенный в 1832 году — один из самых первых маяков в Австралии. Южнее находится остров Бруни, отделённый от побережья Тасмании проливом Д’Антркасто, который ведёт к эстуарию реки Хьюон.

### Бассейн реки
| Часть бассейна  | Площадь (км²) | Осадки (мм/год) |
| --------------- | ------------- | --------------- |
| Верхний Деруэнт | 3561          | 1375            |
| Нижний Деруэнт  | 1517          | 956             |
| Уз              | 1478          | 922             |
| Клайд           | 1131          | 607             |
| Джордан         | 1243          | 565             |
| Эстуарий        | 319           | 614             |

Бассейн реки Деруэнт подразделяется на Верхний Деруэнт (англ. Upper Derwent) и Нижний Деруэнт (англ. Lower Derwent), а также отдельно выделяются бассейны трёх левых притоков — Уз, Клайд и Джордан. Площади всех этих частей бассейна приведены в таблице, где также указано среднегодовое количество осадков. Совокупная площадь указанных выше частей бассейна составляет 8930 км², а если добавить площадь водосбора оставшейся части эстуария, то в сумме получается 9249 км² (в качестве среднегодового количества осадков для эстуария в таблице приведены данные для Хобарта).
Примерно 69 % площади бассейна реки Деруэнт (без эстуария) покрыты лесами и другой дикой растительностью, 27 % занимают сельскохозяйственные угодья, 3 % — водоёмы, а городские и индустриальные районы занимают менее 1 % площади.

### Геология

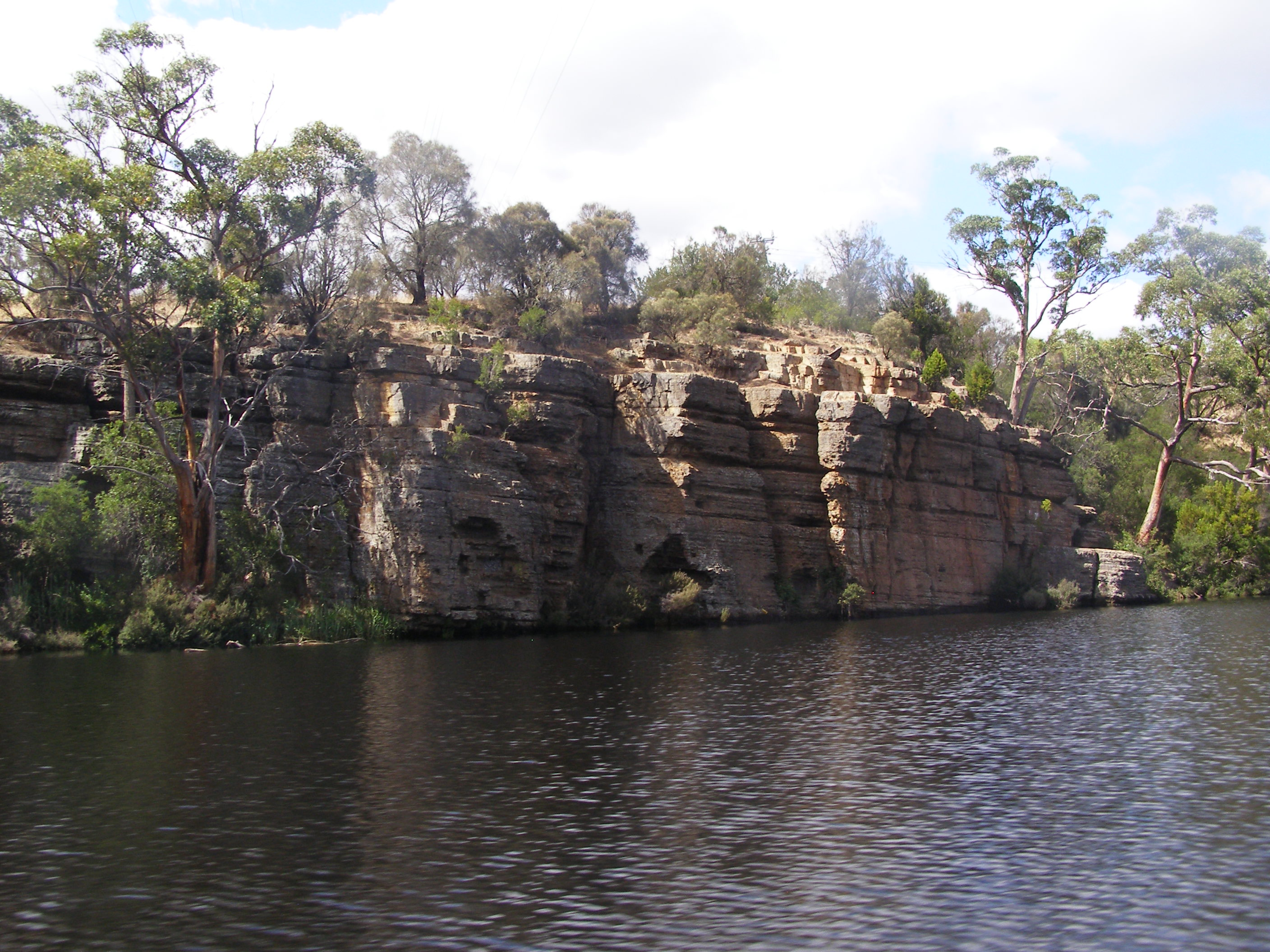
Скалистый берег реки Деруэнт

С геологической точки зрения бассейн реки Деруэнт представляет собой посткаменноугольные отложения, включающие в себя триасовые песчаники, пермские аргиллиты и алевриты, перемежающиеся с юрскими долеритами вулканического происхождения и третичными базальтовыми породами.
Бо́льшую часть площади бассейна реки Деруэнт занимают долериты (4456 км²) и осадочные породы (3750 км²), за ними следуют базальтовые породы (572 км²), известняки (142 км²) и углеродосодержащие породы (106 км²), а также доломиты (24 км²) и кембрийские рудные месторождения (9 км²). Оставшаяся часть бассейна покрыта озёрами.

### Климат и гидрология

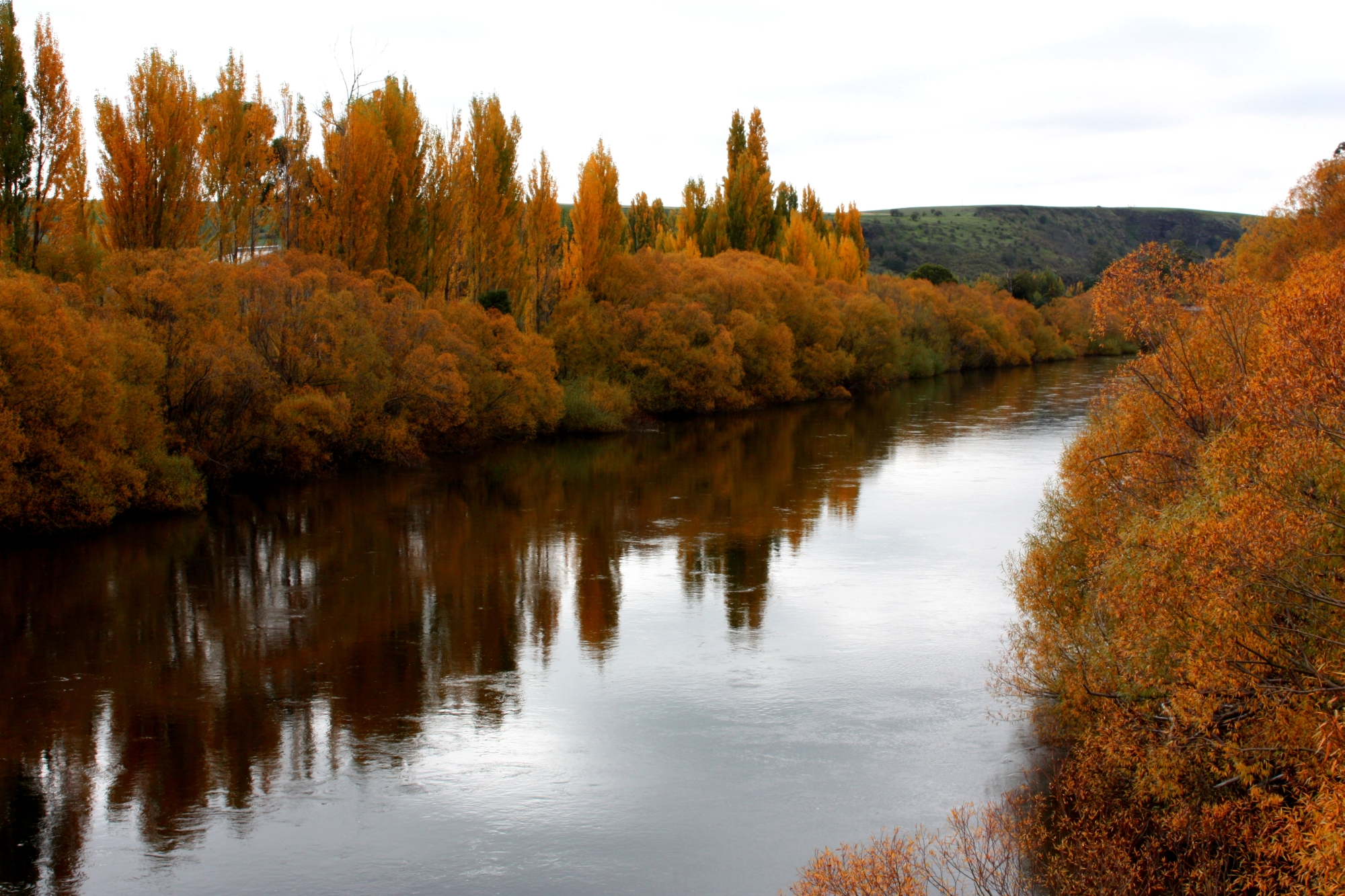
Река Деруэнт осенью

Количество атмосферных осадков различается для горных районов, через которые река протекает в своём верхнем течении, и для равнинных областей в нижнем течении реки. В районе озера Сент-Клэр, из которого вытекает река Деруэнт, среднегодовое количество атмосферных осадков составляет 1867 мм, причём максимальное количество осадков приходится на зиму и начало весны (с июля по сентябрь), а минимальное — на лето и начало осени (с января по март).
В нижнем течении реки, в районе Буши-Парка (находящегося примерно в 15 км западнее Нью-Норфолка), осадков выпадает меньше — в среднем, 573 мм/год, с относительно равномерным распределением по месяцам.
Более подробная информация о средних температурах воздуха и количестве атмосферных осадков приведена в климатограммах.
| Климатограмма озера Сент-Клэр (нац. парк)                                        | Климатограмма озера Сент-Клэр (нац. парк) | Климатограмма озера Сент-Клэр (нац. парк) | Климатограмма озера Сент-Клэр (нац. парк) | Климатограмма озера Сент-Клэр (нац. парк) | Климатограмма озера Сент-Клэр (нац. парк) | Климатограмма озера Сент-Клэр (нац. парк) | Климатограмма озера Сент-Клэр (нац. парк) | Климатограмма озера Сент-Клэр (нац. парк) | Климатограмма озера Сент-Клэр (нац. парк) | Климатограмма озера Сент-Клэр (нац. парк) | Климатограмма озера Сент-Клэр (нац. парк) |
| -------------------------------------------------------------------------------- | ----------------------------------------- | ----------------------------------------- | ----------------------------------------- | ----------------------------------------- | ----------------------------------------- | ----------------------------------------- | ----------------------------------------- | ----------------------------------------- | ----------------------------------------- | ----------------------------------------- | ----------------------------------------- |
| Я                                                                                | Ф                                         | М                                         | А                                         | М                                         | И                                         | И                                         | А                                         | С                                         | О                                         | Н                                         | Д                                         |
| 102 19 6                                                                         | 81 19 6                                   | 110 17 4                                  | 137 13 3                                  | 157 10 2                                  | 170 8 0                                   | 203 7 0                                   | 246 8 0                                   | 222 10 1                                  | 184 13 2                                  | 135 16 4                                  | 132 17 5                                  |
| Температура в °C • Сумма осадков в мм Источник: Australian Bureau of Meteorology |                                           |                                           |                                           |                                           |                                           |                                           |                                           |                                           |                                           |                                           |                                           |

| Климатограмма Буши-Парка (у Нью-Норфолка)                                        | Климатограмма Буши-Парка (у Нью-Норфолка) | Климатограмма Буши-Парка (у Нью-Норфолка) | Климатограмма Буши-Парка (у Нью-Норфолка) | Климатограмма Буши-Парка (у Нью-Норфолка) | Климатограмма Буши-Парка (у Нью-Норфолка) | Климатограмма Буши-Парка (у Нью-Норфолка) | Климатограмма Буши-Парка (у Нью-Норфолка) | Климатограмма Буши-Парка (у Нью-Норфолка) | Климатограмма Буши-Парка (у Нью-Норфолка) | Климатограмма Буши-Парка (у Нью-Норфолка) | Климатограмма Буши-Парка (у Нью-Норфолка) |
| -------------------------------------------------------------------------------- | ----------------------------------------- | ----------------------------------------- | ----------------------------------------- | ----------------------------------------- | ----------------------------------------- | ----------------------------------------- | ----------------------------------------- | ----------------------------------------- | ----------------------------------------- | ----------------------------------------- | ----------------------------------------- |
| Я                                                                                | Ф                                         | М                                         | А                                         | М                                         | И                                         | И                                         | А                                         | С                                         | О                                         | Н                                         | Д                                         |
| 41 24 10                                                                         | 35 24 10                                  | 39 22 8                                   | 46 18 6                                   | 45 14 4                                   | 48 11 2                                   | 50 11 1                                   | 54 13 2                                   | 54 15 4                                   | 57 18 6                                   | 53 20 8                                   | 50 22 9                                   |
| Температура в °C • Сумма осадков в мм Источник: Australian Bureau of Meteorology |                                           |                                           |                                           |                                           |                                           |                                           |                                           |                                           |                                           |                                           |                                           |

Среднемноголетний расход воды реки Деруэнт в створе Медоубэнка составляет 90 м³/с.
В створе Нью-Норфолка, расположенного примерно в 46 км ниже по течению от озера Медоубэнк, среднегодовое значение расхода воды составляет 123 м³/с.
В 2003 году среднегодовой расход воды составлял 106 м³/с, в 2008 году — 61,8 м³/с. Среднегодовой расход воды изменяется от 50 м³/с до 140 м³/с. Среднемесячные значения расходов воды больше во второй половине года (с июля по октябрь), когда проходят паводки и могут случаться наводнения.

### Флора и фауна
Типы растительности в различных частях бассейна реки Деруэнт соответствуют различиям в климате и геологии. В более влажных западных районах растут эвкалиптовые и дождевые леса. На севере, ближе к истоку реки, преобладают альпийские пустоши и влажные леса. В южных частях, где выпадает гораздо меньше осадков, сейчас в основном луга и пастбища, а также сельскохозяйственные угодья. Ранее берега реки были покрыты зарослями казуарины и других деревьев и кустарников, но после начала освоения реки европейскими поселенцами они были расчищены.
В водоёмах, через которые река Деруэнт протекает в своём верхнем течении — Кинг-Уильям и Сент-Клэр-Лагун, а также в озере Сент-Клэр, — водятся кумжа (Salmo trutta) и микижа (Oncorhynchus mykiss). Эти места популярны у рыболовов. В озере Кинг-Уильям сначала была только кумжа, а микижу там специально разводили. Кроме этого, в озере Сент-Клэр и искусственном водоёме Сент-Клэр-Лагун водятся галаксии вида Galaxias brevipinnis. Длина взрослых особей этого вида может превышать 25 см. Также встречаются форелевидные галаксии (Galaxias truttaceus).

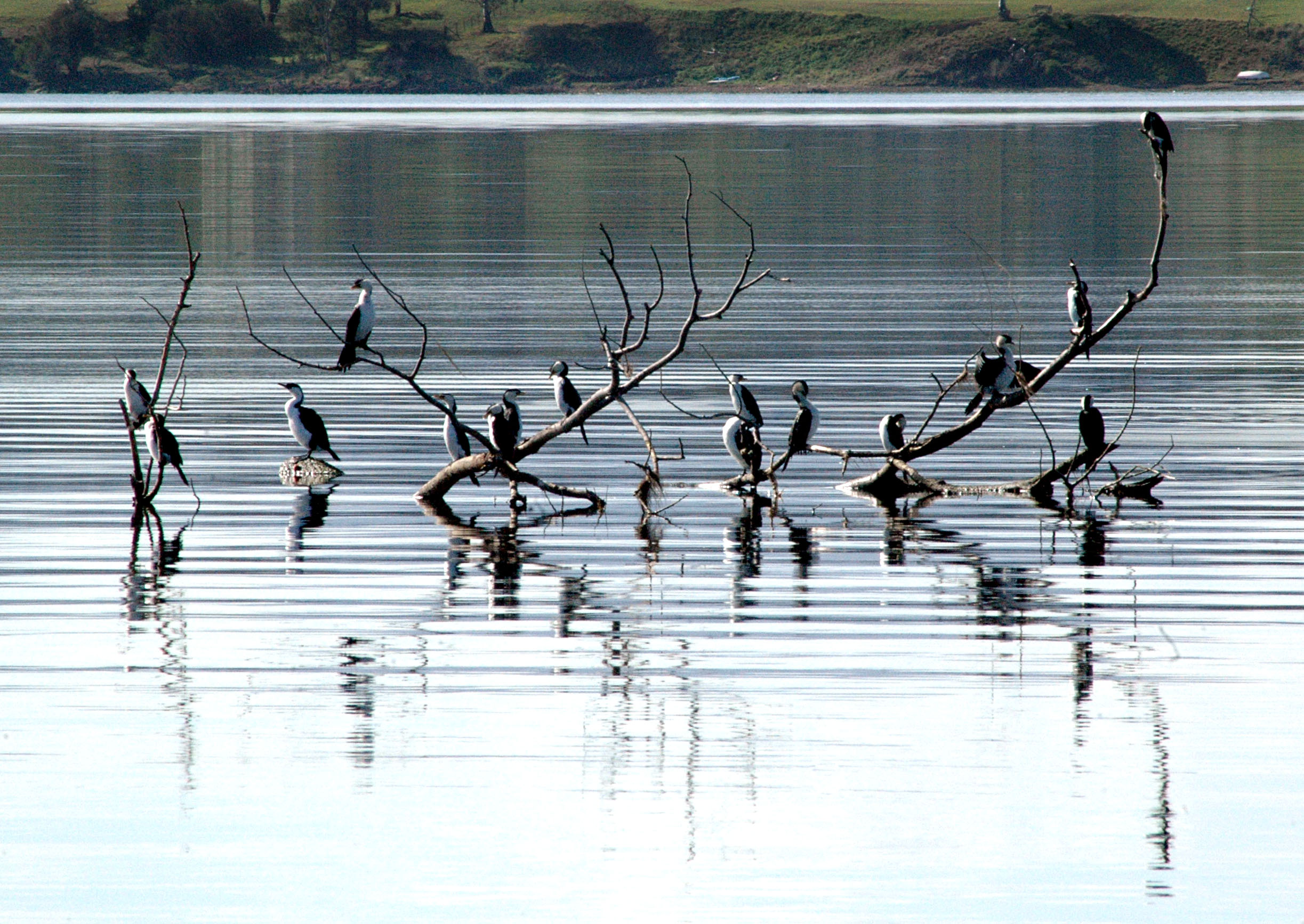
Малые пёстрые бакланы на реке Деруэнт

Среди рыб, которые мигрируют между пресной водой верхней части реки и солёной водой эстуария, кроме кумжи и форелевидной галаксии, встречаются тасманийская ловеттия (Lovettia sealii), пятнистая галаксия (Galaxias maculatus), тасманийская неоханна (Neochanna cleaveri), южный чёрный лещ (Acanthopagrus butcheri), желтоглазая кефаль (Aldrichetta forsteri), австралийский речной угорь (Anguilla australis), австралийская минога (Geotria australis) и короткоголовая австралийская минога (Mordacia mordax). В эстуарии реки Деруэнт также водятся рыбы вида Brachionichthys hirsutus, принадлежащие к семейству брахионихтиевых (Brachionichthyidae).
В низовьях реки Деруэнт встречается более 100 видов птиц, среди которых лопастные утки, чёрные лебеди, гривистые утки, кряквы, серые кряквы, австралийские широконоски, каштановые чирки, австралийские поганки, седоголовые поганки, тонкоклювые буревестники, качурки Вильсона, австралийские олуши, малые пёстрые бакланы, белогрудые бакланы, большие бакланы, австралийские пеликаны, белощёкие цапли, малые белые цапли, большие белые цапли, белобрюхие орланы, австралийские бурые ястребы, светлые ястребы и другие. Вдоль берегов эстуария встречаются колонии малых пингвинов (Eudyptula minor) — в 2013 году насчитали более 100 пар этих птиц.
Среди морских млекопитающих, встречающихся в эстуарии реки Деруэнт, есть киты, дельфины и тюлени. Из китов можно наблюдать косаток (Orcinus orca), южных гладких китов (Eubalaena australis) и горбатых китов (Megaptera novaeangliae). Горбатые и южные гладкие киты появляются в эстуарии в середине мая, а наибольшее их число приходится на зимние месяцы — июнь и июль. Хотя эти два вида были почти полностью истреблены к концу XIX столетия в результате китобойного промысла, их численность понемногу восстанавливается. Из дельфинов часто можно видеть афалин (Tursiops truncatus) и дельфинов-белобочек (Delphinus delphis). Из тюленей в основном наблюдаются представители австралийского подвида капских морских котиков (Arctocephalus pusillus doriferus). Также встречаются морские леопарды (Hydrurga leptonyx), новозеландские морские котики (Arctocephalus forsteri), южные морские слоны (Mirounga leonina) и австралийские морские львы (Neophoca cinerea).

### Мосты
Существует несколько мостов через реку Деруэнт. Начиная от Хобарта вверх по течению, это Тасманов мост (Tasman Bridge, с пятью полосами движения), четырёхполосный мост Боуэн (Bowen Bridge), а также двухполосный мост Бриджуотер (Bridgewater Bridge). Тасманов мост был построен в 1964 году, а до этого чуть выше по течению стоял уникальный понтонный Хобартский мост (Hobart Bridge).
Следующим пересечением вверх по течению от моста Бриджуотер является мост в Нью-Норфолке (New Norfolk Bridge). Вверх по течению есть ещё несколько мостов, самым последним из которых является Деруэнт-Бридж рядом с истоком реки.

## Хозяйственное использование
Пресноводная часть реки Деруэнт (выше Нью-Норфолка) обеспечивает значительную часть питьевой воды для населённых пунктов, находящихся в бассейне реки (включая Хобарт), а также является важным источником гидроэлектрической энергии. Ниже по течению, вокруг эстуария реки Деруэнт, проживает значительная часть населения Тасмании (по данным на 2013 год, около 216 тысяч человек — примерно 40 % населения всей Тасмании). Здесь находится порт города Хобарт, а также многие промышленные предприятия, включая производство бумаги, цинка, шоколада, а также судостроение. В районе Хобарта и его окрестностей функционирует система водного пассажирского транспорта Hobart Ferry Services.
На реке Деруэнт и её притоках есть несколько гидроэлектростанций, бо́льшая часть которых была построена в 1934—1968 годах. Из десяти основных гидроэлектростанций две находятся в верхнем течении Деруэнта, по одной — на реках Найв и Ди (обе являются левыми притоками Деруэнта), и ещё шесть — в нижнем течении реки Деруэнт.

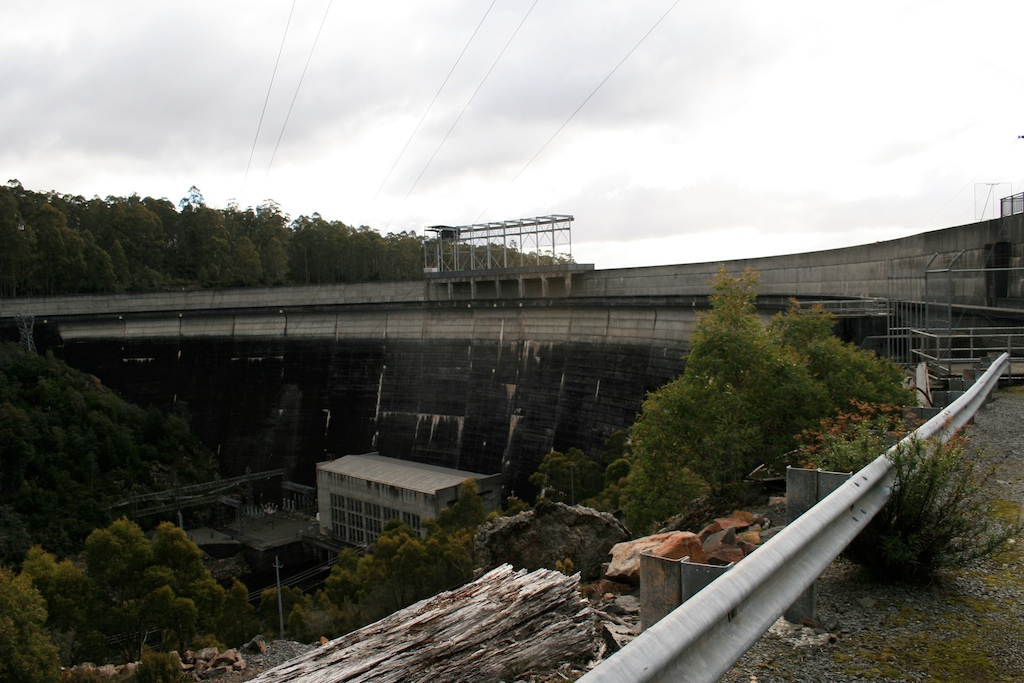
Плотина Кларк и гидроэлектростанция Батлерс-Гордж у южной оконечности озера Кинг-Уильям

В верхнем течении реки Деруэнт находятся гидроэлектростанции Батлерс-Гордж (Butlers Gorge Power Station, мощностью 12,7 мегаватт) и Тарралиа (Tarraleah Power Station, 93,6 мегаватт). На реке Найв расположена гидроэлектростанция Тангатина (Tungatinah Power Station, 130,5 мегаватт), к которой также отводится часть потока воды реки Ди, проходящего через гидроэлектростанцию Лейк-Эко (Lake Echo Power Station, 33,5 мегаватт).
В нижнем течении реки Деруэнт находятся шесть крупных гидроэлектростанций: Лиапута (Liapootah Power Station, 87,3 мегаватт), Уаятина (Wayatinah Power Station, 45,9 мегаватт), Катагуня (Catagunya Power Station, 50 мегаватт), Репалс (Repulse Power Station, 29,1 мегаватт), Клани (Cluny Power Station, 18,6 мегаватт) и Медоубэнк (Meadowbank Power Station, 41,8 мегаватт). Самая нижняя по течению гидроэлектростанция — Медоубэнк — находится в 46 км выше Нью-Норфолка.
Использование воды бассейна реки Деруэнт в других целях включает в себя (по данным на 2011 год) рыбоводство (38,6 %), ирригацию (30,2 %), потребление воды населёнными пунктами (20,7 %) и использование воды в коммерческих целях (10,5 %).

## Река Деруэнт в искусстве
Несколько картин, на которых изображена река Деруэнт, были написаны английским художником Джоном Гловером (John Glover, 1767—1849), который с 1831 года жил на Земле Ван-Димена (так до середины 1850-х годов называлась Тасмания). Одна из самых ранних картин этого периода, написанная в 1831 году — «Город Хобарт и река Деруэнт» (англ. Hobart Town and River Derwent). Другая известная картина Гловера, написанная в 1834 году — «Вид на гору Веллингтон и Хобарт от Кенгуру-Пойнт» (англ. Mount Wellington and Hobart Town from Kangaroo Point, размер картины 76,2 × 152,4 см). На переднем плане этой картины изображён эстуарий реки Деруэнт, а на заднем — гора Веллингтон. Эта картина является частью собрания Национальной галереи Австралии. Кроме этого, известна его картина «Дом Робинсона на реке Деруэнт, Земля Ван-Димена» (англ. Mr Robinson's house on the Derwent, Van Diemen's Land, размер картины 48,2 × 98 см), написанная в 1838 году, которая также находится в Национальной галерее Австралии. На ней изображена река Деруэнт чуть выше по течению от Хобарта — там, где сейчас находится северный пригород Хобарта Гленорки.
Несколько видов Хобарта и реки Деруэнт написал австралийский художник норвежского происхождения Кнуд Булл (Knud Bull, 1811—1889), который жил в Хобарте в 1850-х годах. Одна из его картин называется «Вид на Хобарт» (англ. View of Hobart Town) — на ней изображён вид на город и реку Деруэнт с одного из окрестных холмов.
Ряд картин с изображением реки Деруэнт написал художник французского происхождения Хотон Форрест (Haughton Forrest, 1826—1925), который с 1876 года жил в Тасмании. К числу его картин относятся «Эспланада, река Деруэнт, Нью-Норфолк» (англ. The Esplanade, Derwent River, New Norfolk), «Скала Палпит, река Деруэнт, Нью-Норфолк» (англ. Pulpit Rock, Derwent River, New Norfolk) и другие.
Есть также картины с видами реки Деруэнт австралийского художника, уроженца Хобарта Уильяма Чарльза Пигенита (William Charles Piguenit, 1836—1914) — «Река Деруэнт, Тасмания» (англ. River Derwent, Tasmania) и другие.